# Laser de mão
Laser de mão é qualquer dispositivo portátil (que utilize baterias como fonte de energia) que emita radiação laser de alta potência (Classe IIIb/3 ou Classe IV/4 - Mais de 5 mW ou mais de 500 mW, respectivamente). Devem ser tratados como armas, pois são tão perigosos como uma.
Lasers de potência menor (entre 1 e 5 mW) são chamados apontadores laser.